# Mímir

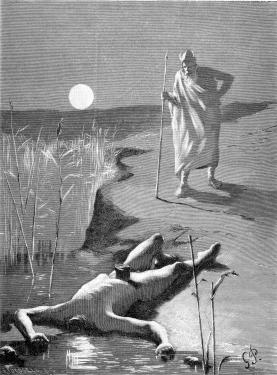
Odino osserva il corpo decapitato di Mimir.

Mímir è un personaggio della mitologia norrena.
Era un gigante rinomato per la sua saggezza, tanto che lo stesso Odino intraprese un viaggio verso Jǫtunheimr, la terra di questi esseri, per acquisirla: il Padre degli dèi riuscì nell'impresa bevendo dalla fonte magica di Mímir (Mímisbrunnr, in lingua norrena), ma in cambio fu costretto a sacrificare l'occhio destro.
Si dice che Mímir fosse il presunto figlio del gigante Bölþorn, il che lo renderebbe fratello di Bestla e quindi zio materno di Odino; nel Gylfaginning si afferma che come custode della fonte Mímir ne beveva l'acqua con il Gjallarhorn, un corno per bere che condivide il nome con quello che Heimdallr userà per annunciare l'inizio del Ragnarǫk, la fine del mondo.
Secondo alcune fonti Odino ritornò da questo viaggio con la testa di Mímir da consultare come un oracolo; altre fonti affermano invece che la testa di Mímir fu recisa e mandata a Odino durante la guerra fra Æsir e Vanir.
Mímir era anche il consigliere di Hœnir dopo che quest'ultimo divenne la guida dei Vani.
Secondo la mitologia, Mimir venne mandato insieme a Honir per fungere da consigliere ai Vani, che insoddisfatti dei suoi consigli, lo decapitarono e ne spedirono la testa ad Odino, che la prese e la bagnò con una fonte magica, restituendole la vita e l'intelligenza.
In seguito Mimir divenne anche il guardiano della Fonte, dove esigeva un prezzo per chiunque desiderasse l'intelligenza della fonte, ma offrendo in cambio qualcosa di importante. Odino sacrificò il suo occhio per poter bere alla Fonte.

## Nella cultura di massa
- Mimir compare nella saga fantasy mitologica Magnus Chase e gli Dei di Asgard di Rick Riordan.
- Mimir compare nel videogioco del 2018 God of War e nel suo sequel God of War Ragnarök. Egli è stato intrappolato in un albero da Odino a Miðgarðr: il protagonista, Kratos, gli taglierà la testa su sua richiesta per sottrarsi alle torture del padre degli dei e, dopo che questa viene rianimata da Freia, accompagnerà lo spartano e il figlio narrando le gesta degli Asi; viene inoltre rivelato che era precedentemente conosciuto come Puck, assimilandolo anche alla figura dell'omonimo spirito ingannatore della tradizione inglese.
- Mimir compare nel manuale di Dungeons & Dragons 5ª edizione ("Journey to Ragnarok").
- Mimir compare nel videogioco Assassin's Creed: Valhalla come guardiano della fonte. È lui a spiegare al protagonista (che durante questa missione è Odino) che per poter essere ricordati dalla fonte e ottenere la sua conoscenza si deve sacrificare una parte del proprio corpo. Odino per poter realizzare i suoi scopi si cava l'occhio e lo sacrifica alla fonte per poi berne le acque.